# Gavin Ward
Gavin Ward (11 de novembro de 1984) é um engenheiro canadense que atualmente é o chefe de equipe da Arrow McLaren, equipe que compete na IndyCar Series.

## Carreira
Ward cresceu em Toronto . Enquanto estudava na Malvern Collegiate, ele começou a trabalhar como voluntário em uma equipe local de Fórmula Ford. Depois de terminar o ensino médio, Ward mudou-se para a Inglaterra para estudar engenharia automotiva na Universide de Oxford Brookes.
Depois de começar seu estágio inicial no departamento de P&D da Red Bull Racing, Ward subiu rapidamente na hierarquia. Em 6 meses, a Red Bull transferiu ele para a equipe de corrida, onde nos nove anos seguintes Ward trabalhou em várias funções importantes, incluindo: engenheiro de sistemas de controle de pista, engenheiro de dinâmica de pneus e veículos e engenheiro de corrida de David Coulthard, Mark Webber, Sebastian Vettel e Daniel Ricciardo.
Depois que a Red Bull terminou em primeiro e segundo lugar no Grande Prêmio de Abu Dabi de 2013, Ward subiu ao pódio para receber o troféu de construtor em nome da Red Bull Racing. No final de 2014, Ward mudou-se para o departamento de desenho aerodinâmica na Red Bull.
Ward mudou-se para a IndyCar Series em 2018 como engenheiro de corrida da Team Penske. Ele se transferiu para a equipe Arrow McLaren em 4 de janeiro de 2022.